# Cindy Overland
Cindy Overland (Kitchener, 19 februari 1979) is een Canadees voormalig langebaanschaatsster. Ze begon op driejarige leeftijd met schaatsen, op de bevroren moestuin van haar vader. Ze nam deel aan de Olympische Winterspelen van 1998 in Nagano, en 2002 in Salt Lake City. Zeven maal was ze nationaal kampioene, maar door ziekte, blessures en een auto-ongeluk in 1992 behaalde ze geen grote internationale successen.
Haar broer Kevin Overland en zus Amanda Overland waren ook schaatsers. 

## Persoonlijk records[4]
- 500m – 39,78 (2000)
- 1000m – 1.16,23 (2000)
- 1500m – 1.57,67 (2000)
- 3000m – 4.11,24 (2002)
- 5000m – 7.14,31 (2001)